# Mari Tarand

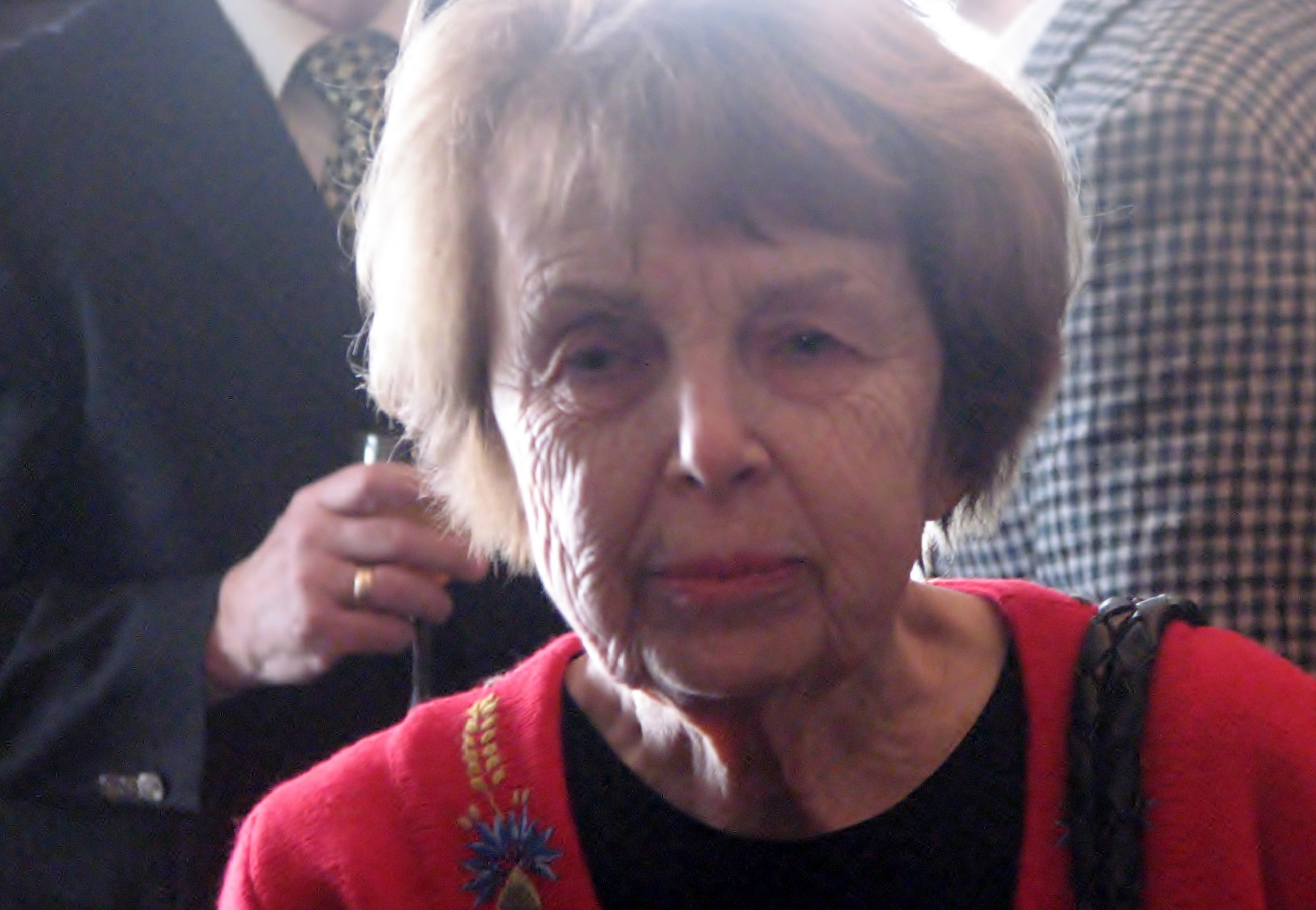
Mari Tarand

Mari Tarand (14 de janeiro de 1941, em Tallinn - 5 de outubro de 2020) foi uma jornalista de rádio da Estónia.
Foi casada com Andrés Tarand e foi mãe de Indrek e Kaarel Tarand.
Em 1963 formou-se na Universidade de Tartu em filologia da Estónia. De 1963 a 2005 foi editora e comentadora da Rádio Estoniana. Além de programas de rádio, ela também escreveu roteiros de filmes.
Em 2004 ela foi premiada com a Ordem da Estrela Branca, IV classe.